# اليمنيشن تشامبر 2019
اليمنيشن تشامبر (2019) هي النسخة الثامنة للعرض الشهري قفص الاقصاء والذي سيقام في تويوتا سنتر، هيوستن، تكساس، الولايات المتحدة

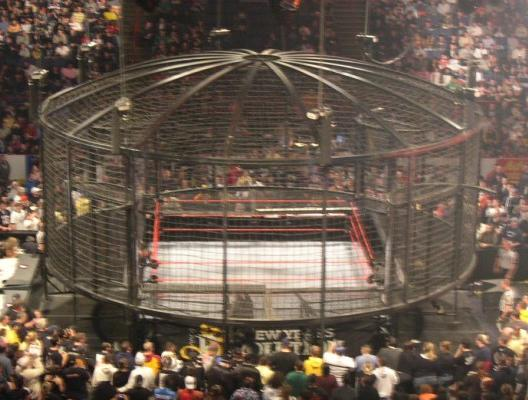
قفص الاقصاء

## المباريات
| المباراة | الشرط                                                |
| --- | ---------------------------------------------------- |
| دانيال براين (c) يهزم راندي أورتن وإيه جى ستايلز وكوفي كينغستون وساموا جو وجيف هاردي                                                              | مبارة قفص الاقصاء على لقب الاتحاد                    |
| بارون كوربن يهزم برون سترومان | مباراة بدون قوانين                                   |
| نايا جاكس مع تامينا ضد ساشا بانكس مع بايلي ضد ماندي روز مع سونيا ديفيل ضد بيتون رويس مع بيلى كاى ضد ليف مورجان مع سارة لوغان ضد كارميلا مع نايومي | مباراة تاج تيم قفص الاقصاء على لقب تاج تيم النساء    |
| فين بالور يهزم بوبي لاشلي (c) و ليو راش | مباراة هانديكاب على لقب القارات                      |
| ذا أوسوز يهزمان ذا ميز وشين مكمان | مباراة تاج تيم على لقب دبليو دبليو اي سماكداون للفرق |
| اكيرا تيزاوا ضد بادي ميرفي (c) | مبارة فردية على لقب الكروز للوزن الخفيف              |
| روندا روزي (c) تهزم روبي رايوت | مبارة فردية على لقب الرو للسيدات                     |

## وصلات خارجية
- اليمنيشن تشامبر 2019 على موقع IMDb (الإنجليزية)
- اليمنيشن تشامبر 2019 على موقع كينوبويسك (الروسية)